# (32770) Starchik
(32770) Starchik est un astéroïde de la ceinture principale.

## Description
(32770) Starchik est un astéroïde de la ceinture principale. Il fut découvert le 23 décembre 1984 à Naoutchnyï par Lioudmila Karatchkina. Il présente une orbite caractérisée par un demi-grand axe de 2,24 UA, une excentricité de 0,17 et une inclinaison de 2,5° par rapport à l'écliptique.

## Compléments